# Заслужений винахідник України
Заслужений винахідник України — державна нагорода України — почесне звання України, яке надається Президентом України відповідно до Закону України «Про державні нагороди України». Згідно з Положенням про почесні звання України від 29 червня 2001 року, це звання присвоюється:
|  | авторам упроваджених у галузі економічної, соціально-культурної сфери винаходів, що мають важливе економічне і соціальне значення, а також особам, які мають заслуги у розвитку винахідництва, дизайну та ергономіки |

Особи, яких представляють до присвоєння почесного звання «Заслужений винахідник України», повинні мати вищу або професійно-технічну освіту.